# Республиканский музей музыкальных инструментов имени Ыкыласа
Музей музыкальных инструментов имени Ыкыласа — музей народных музыкальных инструментов, расположенный в Парке 28 гвардейцев-панфиловцев в Алма-Ате, Казахстан.

## История музея
«Республиканский музей казахских народных музыкальных инструментов Казахской ССР» был организован в 1980 году Постановлением Совета Министров Казахской ССР от 1 августа 1980 года. Открытие музея состоялось 24 апреля 1981 года. В фондах нового музея насчитывалось свыше 400 единиц хранения и свыше 40 типов и разновидностей казахских народных музыкальных инструментов. Изначальным местом, где располагался музей было историческое двухэтажное здание бывшего дома аксакала Сейдалина, на улице Панфилова дом 99 угол Жибек Жолы.
С целью популяризации народной музыкальной культуры в 1981 году при музее был создан фольклорно-этнографический ансамбль «Сазген».
В 1983 году музей переезжает в здание бывшего Дома офицерского собрания на улице Зенкова 24, где и располагается по сегодняшний день.
Помещение музея было выстроено в 1908 году, и для себя считается оригинальным памятником архитектуры, истории и культуры республиканского значения.
Здание построено в стиле древнерусской архитектуры, сооружен по проекту известного архитектора А. П. Зенкова. Музей является одним из немногих, кто сохранился с верненских времен.
11 марта 1990 года правительство Казахской ССР приняло решение присвоить музею имя Ыхыласа Дукенулы — казахского народного композитора-кюйши, кобызиста, одного из основателей школы кобыза.
В 2012 году «Республиканский музей казахских народных музыкальных инструментов имени Ыкыласа» был передан из республиканской собственности и управления Министерства культуры РК в коммунальную собственность акимата г. Алматы. После чего Управление культуры акимата переименовало музей, из названия исчезли слова «Республиканский» и «казахских».
В 2012—2013 годах в музее проведена капитальная реконструкция, вместо требуемой реставрации зданий являющихся Памятниками архитектуры. В ходе реконструкции полностью был изменён и утрачен внутренний исторический интерьер здания.

## Экспозиция музея

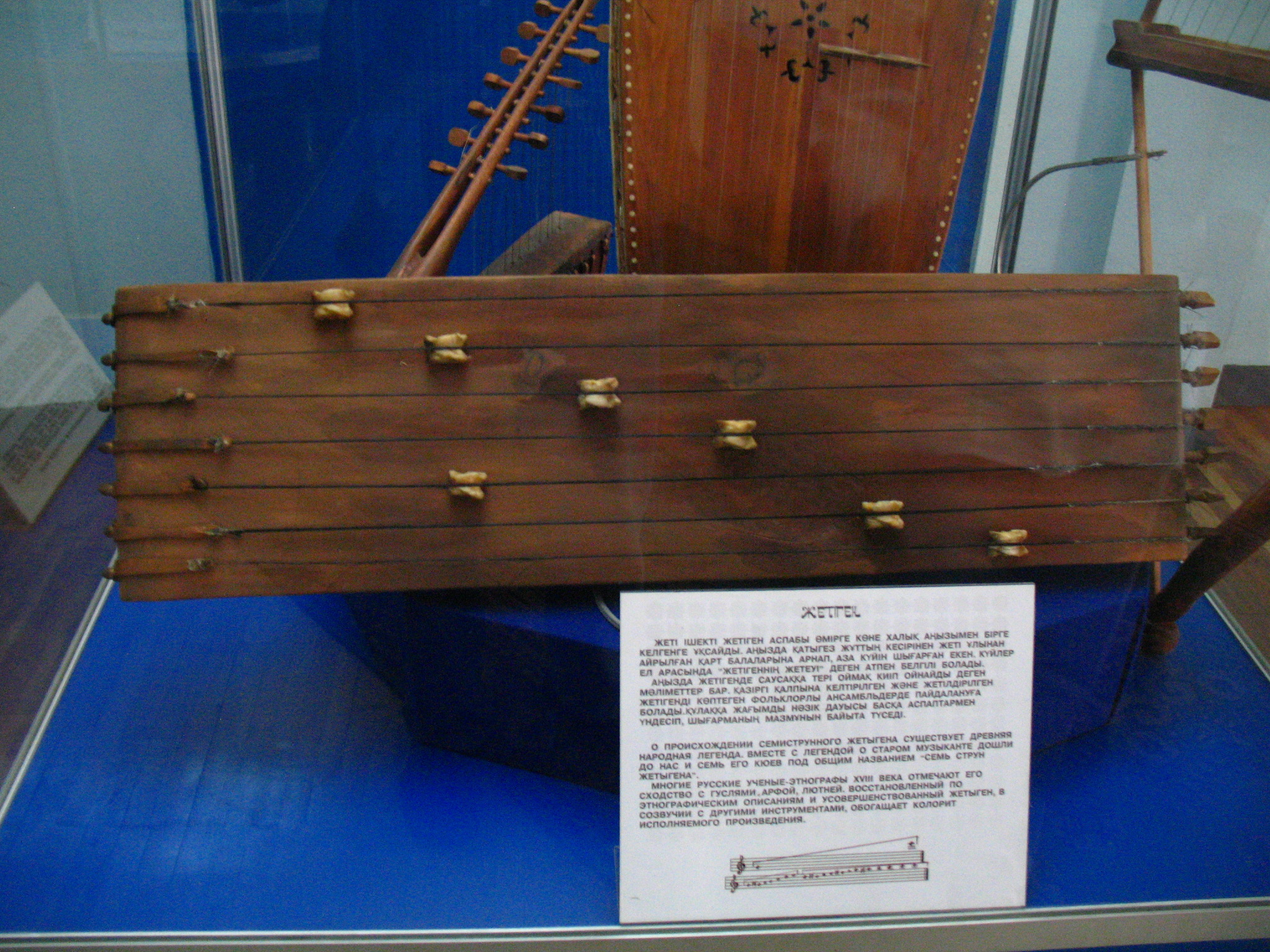
Жетыген в экспозиции музея

В музее экспонируются музыкальные инструменты выдающихся исполнителей прошлого певцов-импровизаторов и композиторов Абая, Биржана, Курмангазы, Махамбета, Шашу-бая, Дины, Казангапа, Нартая, Кенена, Сейтека, Мурын-жырау, Кызыл-жырау, Жамбула, Больтирик-жырау, А.Жубанова, А.Кашаубаева, А.Хасенова, Д.Мыктыбаева и многих других
Музей музыкальных инструментов состоит из нескольких залов:
- Истоки народной музыки — история музыкальных инструментов тюркских народов
- Зал духовых и ударно-шумовых инструментов — рассказывает о таких инструментах, как дауылпаз, дудыга, шын, асатаяк, дабыл, кос дункильдек и шындауыл
- Зал мастеров — инструменты-призёры первого Республиканского конкурса мастеров по изготовлению инструментов «Аныз домбыра»
- Зал кобыза
- Зал музыкальных инструментов тюркских народов — 27 музыкальных инструментов 14 тюркоязычных стран
- Зал музыкальных инструментов народов мира — 81 музыкальный инструмент из 27 стран мира

## Здание музея
Здание офицерского собрания построено в 1908 году. Автором проекта стал архитектор А. П. Зенков, выполнивший здание в русском стиле — с использованием в отделке деталей старорусского деревянного зодчества.
В 1913 году здание использовалось как выставочный павильон первой сельскохозяйственной и промышленной выставки Семиречья.
С 1918 по 1926 годы — почтово-телеграфная контора.
В 1927—1929 годах — кинотеатр «Красная Звезда».
В годы Великой Отечественной войны здесь выступали творческие коллективы эвакуированных советских театров сатиры, муз. комедии, оперетты, с участием Р.Зелёной, А.Райкина, Н.Рубан.
Затем Окружной дом офицеров Среднеазиатского военного округа.
В 1980—1982 годах в здании находился «Республиканский театр кукол».
С 1983 года в здании располагается «Республиканский музей казахских народных музыкальных инструментов Казахской ССР» (с 2012 года «Музей народных музыкальных инструментов имени Ыкыласа»).

### Архитектура
Прямоугольное в плане, деревянное, обшитое тесом здание представляет собой терем. Окна — высокие, трехстворчатые, прямоугольные, обильно обрамлены резными наличниками; фасады декорированы накладной деревянной резьбой. Объемно-планировочное решение трехосное, выделенное на главном фасаде ризалитами. Центральный ризалит акцентирован двухъярусным шатровым завершением, с нарядно оформленными резными наличниками слуховых окон. Верхний ярус — сквозной, с четырёхскатным покрытием кровли, опирающейся на резные столбики. Боковые ризалиты имеют односкатную металлическую кровлю. Главный вход подчеркнут килевидным высоким козырьком крыльца, опирающимся на резные стойки. В верхнем ярусе башенного объёма использованы небольшие квадратные окна. Чердачные окна имеют килевидное завершение.
В ходе реконструкции 1979 года в деревянную резьбу были добавлены казахские национальные узоры: «агаш» — древо жизни, «шынжара» — бегущие волны, «узилмес» — вьющийся стебель, «откизбе» — роговидный завиток.

### Статус памятника
4 апреля 1979 года решением исполнительного комитета Алма-Атинского городского Совета народных депутатов здание «Дома офицеров» (на тот момент) обрело статус Памятника истории и культуры и было взято под охрану государства.
26 января 1982 года здание (на тот момент Республиканского кукольного театра) было включено в список памятников истории и культуры республиканского значения Казахской ССР
25 ноября 1993 года стал частью Алматинского государственного историко-архитектурного и мемориального заповедника. На территории заповедника запрещено новое строительство. Реконструкция объектов возможна исключительно с разрешения Министерства культуры Казахстана.
27 сентября 2006 года аким города Имангали Тасмагамбетов издал постановление, которым предлагал Правительству РК исключить здание музея (ул. Пролетарская 24) из Государственного списка памятников истории и культуры г. Алматы как памятник местного значения. Данное постановление было отклонено, так как здание являлось Памятником истории и культуры республиканского значения с 1982 года.

## Управление
До распада СССР музей управлялся Министерством культуры Казахской ССР. Затем находился в республиканском ведении и управлялся Министерством культуры Республики Казахстан. Затем в 2012 году был выведен из республиканского управления Министерства культуры и передан в коммунальное ведение Управления культуры акимата г. Алматы.